# Eino Tukiainen
Eino Tukiainen (Viborg, Finlandia (actualmente en Rusia), 1 de enero de 1915-Helsinki, Finlandia, 2 de febrero de 1975) fue un gimnasta artístico finlandés, medallista de bronce olímpico en Berlín 1936 en el concurso por equipos.

## Carrera deportiva
Y en los JJ. OO. de Berlín 1936 vuelve a conseguir el bronce en el concurso por equipos, tras Alemania y Suiza, y siendo sus compañeros de equipo: Veikko Pakarinen, Aleksanteri Saarvala, Heikki Savolainen, Esa Seeste, Einari Teräsvirta, Mauri Nyberg-Noroma y Martti Uosikkinen.